# 시노미야역
시노미야역(일본어: 四宮駅)은 일본 교토부 교토시 야마시나구에 있는 게이한 전기철도 게이한 게이신 선의 역이다. 역 번호는 OT32이다.

## 역사
- 1912년 8월 15일: 게이신 전기궤도 후루카와초 ~ 나기쓰지 구간 개통과 함께 영업 개시.
- 1925년 2월 1일: 회사 합병으로 게이한 전기철도의 역이 됨.
- 1943년 10월 1일: 회사 합병으로 게이한신 급행 전철의 역이 됨.
- 1949년
  - 8월 7일: 인접한 시노미야 차고에서 화재 발생으로 차고 전소 차량 22량이 전소됨.
  - 12월 1일: 회사 분리로 다시 게이한 전기철도의 역이 됨.
- 1950년 11월 16일: 새로운 시노미야 차고 준공.
- 1997년 6월 28일: 신역사의 사용 개시.
- 2002년 1월 15일: 자동 개찰기 설치, 사용 개시.
- 2007년 4월 1일: IC카드 "PiTaPa"의 이용 개시.

## 역 구조
혼합식 승강장 2면 3선의 지상역이다. 개찰구는 단선 승강장의 교토 방면 승강장의 하마오쓰 방향의 반대편과 섬식 승강장의 하마오쓰 방향의 구내 건널목에서 연결하고 있다.
역 북쪽에는 게이신 선의 차량기지인 시노미야 차고가 설치되어 있다.
하마오쓰 방향에는 Y형 회차선이 있다. 지하철 개통 이전의 다이아에서는 보통 열차가 자주 회차에 이용되고 있었다.

### 승강장
| 1 | ■ 게이신 선 (상행) | 하마오쓰・이시야마데라・사카모토 방면 (당역 시발 전용)                                                                               |
| 2 | ■ 게이신 선 (상행) | 하마오쓰・이시야마데라・사카모토 방면                                                                                                |
| 3 | ■ 게이신 선 (하행) | 산조케이한・교토시야쿠쇼마에・우즈마사텐진가와 방면 게이한 선 (데마치야나기・오사카 요도야바시・나카노시마) - 산조케이한 방면은 환승 |

승강장의 유효 길이는 4량이다.
승강장이 3선 이상임에도 불구하고 안내상의 역 번호 표기가 없다(자동 방송에서도 역 번호는 방송되지 않는다). 단, 역 관리상의 승강장 번호는 일단 존재하고 있으며, 차고쪽의 승강장에서 승강장 번호가 카운트되어 상행용의 섬식 승강장이 1,2번 선을, 하행용 단선 승강장이 3번 승강장에서 사용된다.
하마오쓰 방면 행선지에 대해서는, 통상으로는 역사 쪽의 승강장(2번 승강장에 해당하는)만을 사용한다. 반대편(차고 쪽)의 승강장(1번 승강장에 해당함)은 입출고 열차 및 당역 시발 열차가 존재한다. 지하철 도자이 선 개통 전날의 1997년 10월 11일까지는 게이한 게이신 선은 준급(산조 ~ 하마오쓰 역)과 보통(산조 ~ 당역 간) 열차가 동시에 운행되고 있었다. 그래서 산조 역까지는 선착 열차가 1시간당 8개가 존재하였으나 지하철 개통에 따라 다음 날인 12일의 개정으로 보통 열차만 1시간당 4편으로 본 역과 게이한야마시나 역에서는 감편되었다. 현재도 당역을 시종점(차고에 출입과 야간 체박을 따름)으로 하는 열차가 적게 설정되어 있다.

## 역 주변
- 국도 제1호선
- 구, 산조도리 (구, 도카이도)
- 야마시나 시노미야 우체국
- 시가 은행 시노미야 지점
- 모로하 신사
- 와카미야하치만 궁 (경내에 오쓰 황자와 그 아들 아와즈 왕의 공양탑으로 전해져 인탑이 있음)
- 교토 히가시 나들목 - 메이신 고속도로
- 낙화회 오토와 병원

참고 문헌 - 게이한 전철 발행의 연선 정보지 "K PRESS" 2012년 10월호에 게재

## 사진

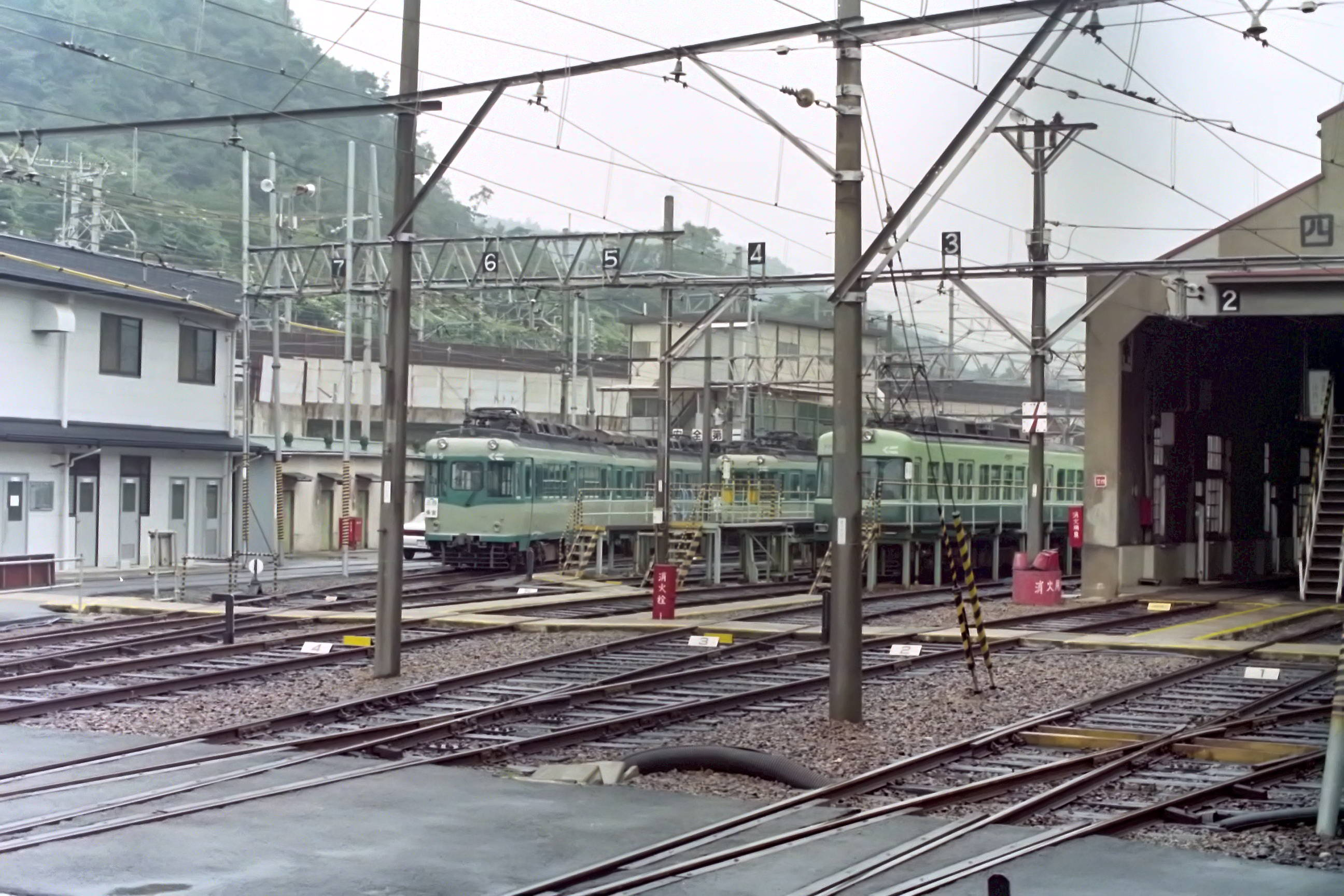
1997년의 시노미야 차고
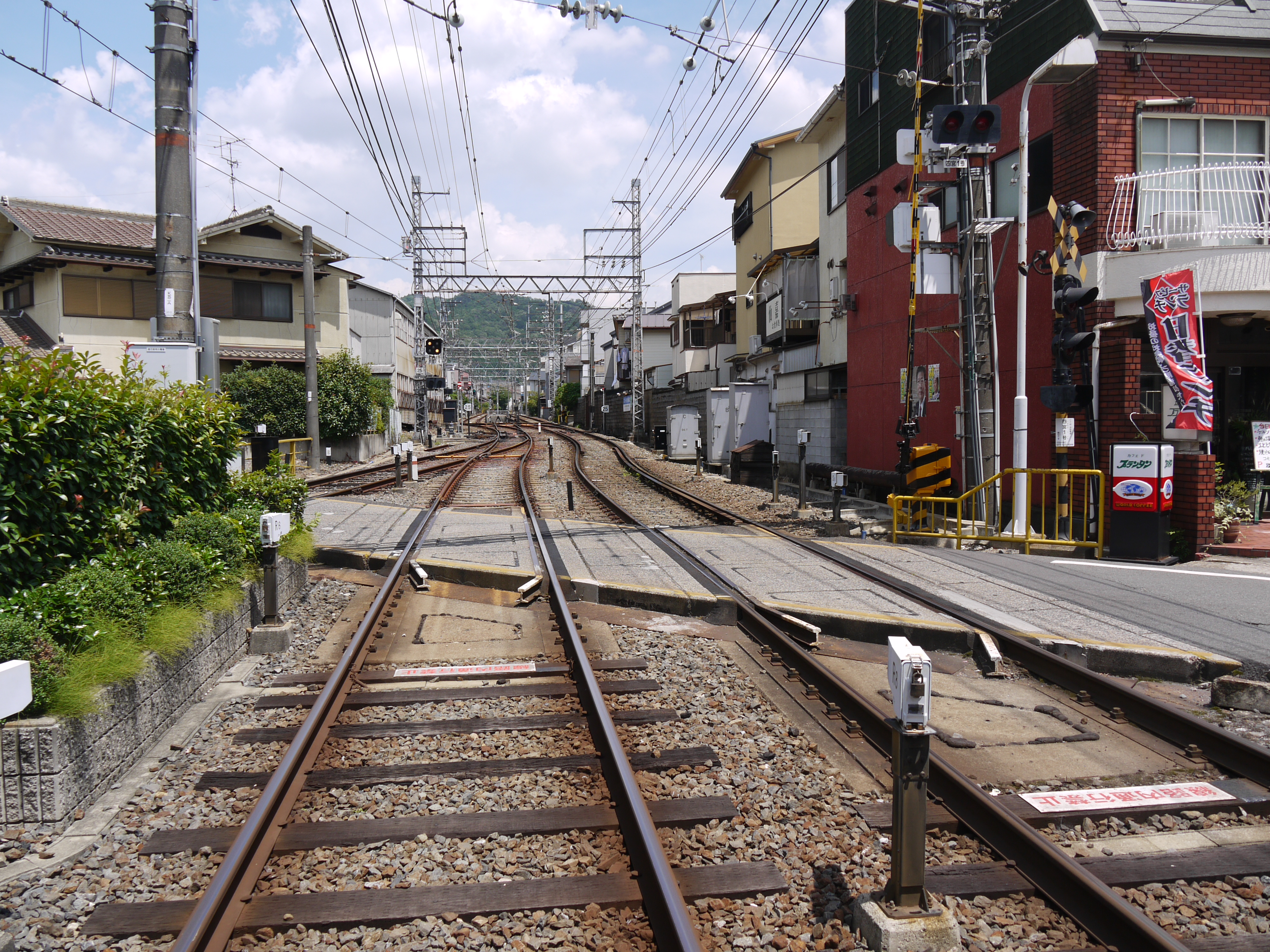
하마오쓰 역 방면 선로
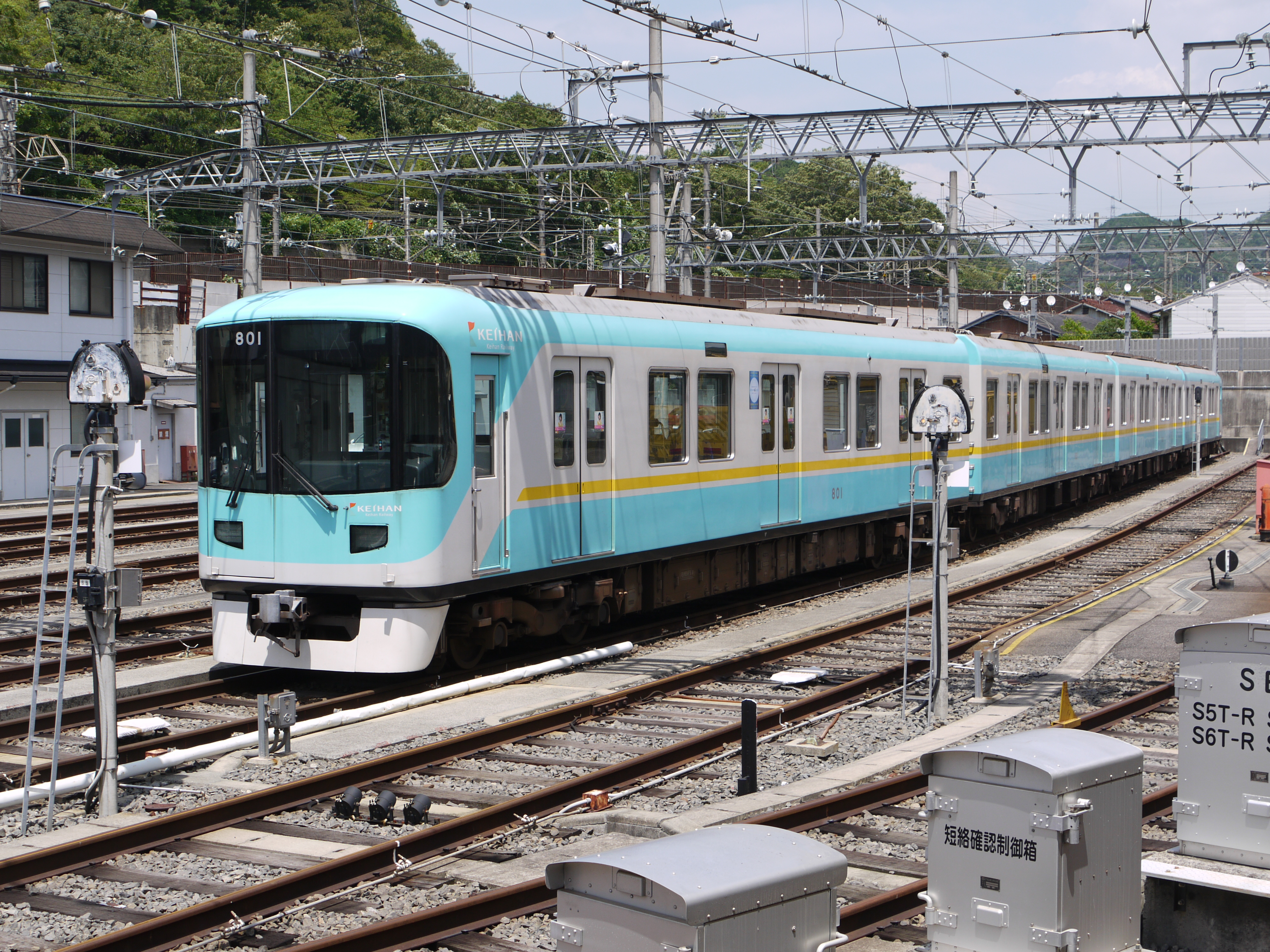
시노미야 차고에 정차 중인 게이한 801 열차

## 인접역
| 게이한 전기철도 ■ 게이신 선        | 게이한 전기철도 ■ 게이신 선 | 게이한 전기철도 ■ 게이신 선  |
| ---------------------------------- | --------------------------- | ---------------------------- |
| OT 31 게이한야마시나 미사사기 방면 | ■ 게이신 선                 | 오이와케 OT 33 하마오쓰 방면 |